# SOUND EVOLUTION presents Ultimix & Clueless: The ClueMixess
SOUND EVOLUTION presents Ultimix & Clueless son una colección de 3 álbumes de remezclas de la serie Clueless. Los álbumes fueron lanzados en marzo, abril y junio del 2011 y fueron producidos en su totalidad por Mark Roberts de Ultimix Records y por Sean Holland, productor y actor de la serie Clueless.
Estos álbumes contienen un total de 45 remixes pasando por todos los géneros de electrónica desde House hasta Dubstep, hechos por DJ's y productores de calidad internacional como: «Adam Marano», «Deadmau5», «Michael Mind», «Mark Kamins», «Riprock & Alex G», «Michael Woods», «Kosuke Saito», «KCP», «Shawn Crahan de Slipknot» y la primera aparición del DJ y compilador «DJ Laxxell».

## The ClueMixess I

### Tracklist
1. Trouble - DJ Rave Marvo remix -*
2. Relax - DJ Ramy Ravell from BEAT HOROWITZ remix -**
3. Don't Stand So Close To Me - Don't Extended Close To Me(Dance Floor Virus)
4. Freedom of Choice - Bassmaster Kusek remix -***
5. I Melt With You - Carl's Stop The World mix -****
6. Walking In L.A. - Technova's Electro mix -*****
7. Lovefool - Hard II House remix -******
8. We Can Work It Out - Cher Enviro Comunication's remix -*******
9. Into The Groove - H II H's Into The Beat! remix -******
10. Lovefool - Todd Terry remix -********
11. I'm Every Woman - Phunkstar O9nu Vocal mix -*********
12. Wannabe - Dave Workout Alternative mix(Ultimix)
13. Freedom of Choice - iTAL Tek remix -**********
14. Don't Stand So Close To Me - Omega's Promo mix -************
15. Everybody Hurts - Fernando Picon Evita-Love '08mix -*************
16. Opportunites (Let's Make Lots The Money)(Version Latina)

Remix & Additional production: Adam Marano*
Remix & Additional production: Richard Newton(Remy Ravell / BEAT HOROWITZ / Market Rasen Lincolnshire)**
Remix & Additional production: Adrian Kusek***
Remix & Additional production: Carl Segal****
Remix & Additional production: H II H******
Remix & Additional production: kors k / PAX JAPONICA GROOVE*******
Remix & Additional production: Todd Terry********
Remix & Additional production: Phunkstar*********
Remix & Additional production: iTAL Tek**********
Remix & Additional production: Omega Dubstep***********
Remix & Additional production: Fernando Picon************
Ultimix: Les Massengale & Mark Roberts(Courtesy of Ultimix Records)

## The ClueMixess II

### Tracklist
1. I Know What Boys Like - DJ Danny Marverick from HORSE the band remix -*
2. Tubthumping - Michael Mind remix -**
3. Dead Man's Party - Culture Shock mix -***
4. Stupid Girl - Danny Saber remix -****
5. Fame - DJ Rampue / SYSTEM 5 mix -*****
6. Tubthumping - KCP remix -******
7. Where Have All The Cowboys Gone? - E-Team Drugstore Cowboy radio edit -*******
8. Weird Science - Deadmau5 remix -********
9. Sisters Are Doing For Themselves - ET mix -*********
10. Stupid Girl / Garbage featuring. Shirley Manson - The Weeknd & Asura mix -**********
11. Fame - Romantically Funky remix -***********
12. Tubthumping - DJ Roach's Double-Power remix(Ultimix)
13. Dead Man's Party - Hot Tracks mix
14. Stupid Girl - Todd Terry Tee's Radio mix -************
15. Why Do I Lie? / Luscious Jackson featuring. Emilylou Harris - Benjamin Weinman remix -*************

Remix & Additional production: DJ Danny Marverick(David Isen / HORSE the band)*
Remix & Additional production: Jens Kindervater**
Remix & Additional production: Culture Shock***
Remix & Additional production: Danny Saber****
Remix & Additional production: DJ Rampue & System 5(RAZOR Studio)*****
Remix & Additional production: KCP(Cee-Jah / K.O.G. / Momo)******
Remix & Additional production: E-Team / DJ EFX*******
Remix & Additional production: Deadmau5********
Remix & Additional production: Eric Thorngren*********
Remix & Additional production: The Weekend / Asura**********
Remix & Additional production: Funky FreakZ***********
Remix & Additional production: Todd Terry************
Remix & Additional production: Benjamin Weinman(The Dillinger Escape Plan)*************
Ultimix: Mark Roberts & Tim Robetson(DJ Roach) / Courtesy for Ultimix Records
Hot Tracks production: Ron Hester & J. Mark Andrus

## The ClueMixess III

### Tracklist
1. Mad House - Our Night Senior dub -*
2. Tearin' Up My Heart - Riprock & Alex G's Heart & Key Club edit -**
3. Shake The Disease - Shawn "Clown" from Slipknot Edit The Shake remix -***
4. When The Lights Go Out - Loop Da Loop full mix -****
5. Wouldn't It Be Nice - Chepuky Vs Toxic Avenger mix -*****
6. Under Pressure - Matt Pop club mix -******
7. What Is Hip? - T.O.P. Meat Beat Manifesto remix -*******
8. Save Tonight - Michael Woods remix -********
9. Under Pressure - Chris Thomas CTR-mix -*********
10. Wouldn't It Be Nice - Janet-Destroy Free remix -**********
11. Tearin' Up My Heart - Phat Swede Dub/Vocal mix -***********
12. You Get What You Give - Alicia Silverstone ultimix
13. When The Lights Go Out - The Drummers mix -************
14. Our House -NON STOP MIX- - All Night Senior Party -*

Our House -NON STOP MIX- is mixed by DJ Laxxell from SOUND EVOLUTION
Remix & Additional production: Mark Kamins*
Remix & Additional production: Riprock & Alex G**
Remix & Additional production: Shawn Crahan(Clown Of Slipknot)***
Remix & Additional production: Loop Da Loop(Nick Dresti / Space Cowboy)****
Remix & Additional production: Matt Pop*****
Remix & Additional production: Meat Beat Manifesto******
Remix & Additional production: Michael Woods*******
Remix & Additional production: Chris Thomas********
Remix & Additional production: Janet Rosenberg(HARDCORE NATION)*********
Remix & Additional production: Stonebridge**********
Remix & Additional production: The Drummers***********
Ultimix: Stacy Mier(DJ Volume) / Courtesy for Ultimix Records
- Datos: Q6116262